# قلعة الشيخ
قلعة الشيخ  قرية سوريّة تتبع إداريّاً لمحافظة حلب منطقة جبل سمعان ناحية تل الضمان، بلغ تعداد سكانها 235 نسمة حسب التعداد السكاني لعام 2004.